# Auberge Sinclair
Vous lisez un « bon article » labellisé en 2019.
L'auberge Sinclair (anglais : Sinclair Inn) est une auberge située à Annapolis Royal en Nouvelle-Écosse (Canada). Résultat du regroupement de deux maisons du début du XVIIIe siècle, c'est la seule construction acadienne de la région d'Annapolis Royal d'avant le Grand Dérangement (1750-1780) conservée aujourd'hui. Elle a aussi servi de local à la première loge maçonnique au Canada en 1738. Elle sert d'auberge entre 1780 et 1950. Elle est ensuite convertie en musée. Le bâtiment a été désigné lieu historique national du Canada en 1983. Il a été aussi répertorié comme bien patrimonial municipal en 1982 et comme bien patrimonial provincial en 1992.

## Localisation
L'auberge Sinclair est située au 230 St. George Street, dans le centre-ville d'Annapolis Royal en Nouvelle-Écosse au Canada. Elle est située dans l'arrondissement historique d'Annapolis Royal, désigné lieu historique national du Canada.

## Histoire
La structure de l'auberge Sinclair provient de la réunion de deux maisons préexistantes. La première a été construite entre 1708 et 1710 pour Jean-Baptiste Soullard, un armurier et orfèvre à la garnison de Port-Royal en Acadie. Les deux tiers arrière proviennent de la maison construite en 1711 pour le Dr William Skene, qui était chirurgien dans la garnison britannique de Fort Anne (Le fort a été transféré à la Grande-Bretagne à la suite de la signature du traité d'Utrecht de 1713). Les murs de la maison Skeene sont en torchis.
En 1738, c'est dans la maison Skene que se tient la première réunion d'une loge maçonnique au Canada, fondée par Erasmus James Philipps, membre du Conseil de la Nouvelle-Écosse (en).
En 1781, l'aubergiste d'origine allemande Frederick Sinclair (né Zeiglar) réunit les deux maisons pour en faire une auberge,. Il ajoute une porte en façade et une lucarne sur le mur gouttereau, donnant à l'auberge un style georgien. Sinclair a aussi ajouté un second étage sur la maison Skene, donnant à l'auberge sa forme actuelle. Avant la reconversion des maisons Soullard et Skene, Sinclair a exploité son auberge dans la maison Adams-Ritchie. Le 24 février 1787, il achète une esclave nommée Jane pour 21 livres britanniques à Richard Betts de New York. Juste avant 1800, Frederick Sinclair fait part de son désir de retourner à Hanovre et met en vente ses propriétés d'Annapolis et de Granville. Il tombe malade et meurt à la fin de 1799. Sa veuve, Mary, continue à exploiter l'auberge. À sa mort en 1814, sa fille Hannah hérite de l'auberge. Elle passe ensuite dans les mains de Thomas Edison, un charpentier, pour être vendue par la suite en 1818 à Antonio Gavaza.
Antonio Gavaza, immigrant italien, est arrivé à Annapolis Royal au début du XIXe siècle. Il achète l'auberge pour 350 livres. En 1825, il achète un lot adjacent au sud où il construit un magasin général avec un logement pour lui-même au second étage. L'auberge continue ses activités, mais on ignore si Gavaza opérait directement ou par bail. Elle est louée à Simon Bishop quand Thomas A. Gavaza, le fils d'Antonio, lui vend l'auberge en 1858 pour 550 livres. Simon Bishop vend rapidement l'auberge à Charles Starratt, qui la revend à Bishop. Incapable de payer l'hypothèque, Bishop déclare faillite et l'auberge est vendue aux enchères aux marchands haligoniens Alexander McLeod, Thomas Bayne et John W. Sinclair pour 130 livres. Ces derniers vendent l'auberge à Robert Wyllie de Granville en 1863, qui la revend en 1865 à William Anderson, d'Annapolis Royal. Ce dernier exploite l'auberge sous le nom de Temperance House. À sa mort, l'auberge passe aux mains de son fils Eben, qui change le nom de l'auberge pour Anderson’s Hotel. Incapable de payer l'hypothèque, il vend l'auberge aux enchères pour 1 610 $CA à Aubrey S. Hunt et J. Johnstone Hunt en 1896. Elle est vendue quelques mois plus tard à Hugh Gillis, un avocat, pour 1 860 $CA. Le 12 janvier 1987, l'auberge est vendue à David Riordan pour 2 175 $.
Les Riordan étaient une famille d'aubergistes, impliquée dans l'hébergement à Annapolis Royal. Outre l'auberge Sinclair, ils exploitaient le Dominion Hotel, le Queen Hotel et le Clifton House. David possédait à la fois le Queen Hotel et l'auberge Sinclair. En 1910, David vend l'auberge à William "Bill" Edwards et déménage en Colombie-Britannique pour y exploiter un hôtel et se lancer ensuite dans l'élevage extensif. Bill Edwards est un personnage excentrique possédant un singe domestique que le journal Annapolis Spectator s'amusait à décrire. Il est aussi reconnu pour son amour des chevaux. Il vend l'auberge en 1922 et meurt l'année suivante.

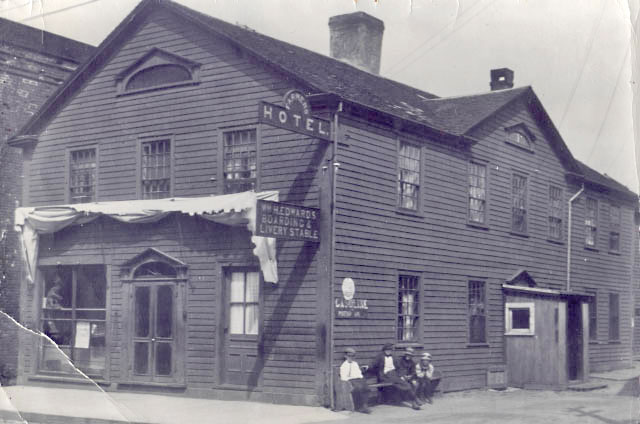
Le bâtiment en 1930.

On connaît peu de chose sur l'histoire de l'auberge sous la propriété de James et Lalia Wallace, qui viennent de Middleton en Nouvelle-Écosse. Ils exploitent l'auberge sous le nom d’Annapolis Royal Hotel. Ils vendent l’entreprise en 1938 à Stewart et Jean Mills de Granville. Stewart Mills, homme d'affaires prospère, obtient en 1931 la concession automobile de Ford pour le comté d'Annapolis. En plus de l'auberge, il achètera un terrain qu'il louera à Irving Oil à la fin des années 1930 pour une station-service. Il possédera également un service de taxis et un service d'autocars reliant Victoria Beach et Digby à Annapolis Royal. Bien qu'il vende de l'alcool à sa station-service, il est abstinent et l'auberge Sinclair n'a pas de permis d'alcool. Stewart meurt en 1956 de pneumonie à Annapolis Royal en 1956. Sa veuve met l'auberge en vente, ce qui met fin à l'activité d'hébergement dans l'édifice près de 150 ans après son ouverture.
En 1981, la fiducie nationale du Canada, reconnaissant la valeur historique du bâtiment, achète l'auberge et consolide la structure qui se détériorait. Elle cède l'auberge à l'Annapolis Heritage Society pour qu'elle y loge un musée. Cette dernière effectue dès la fin des années 1990 des travaux comprenant entre autres la restauration du revêtement et du bardeau du toit,.
Le 20 janvier 1982, la ville d'Annapolis Royal répertorie l'auberge comme bien patrimonial municipal. L'auberge Sinclair est désignée lieu historique national du Canada le 13 juin 1983 par la Commission des lieux et monuments historiques du Canada. La province de la Nouvelle-Écosse répertorie l'auberge comme bien patrimonial provincial le 14 juin 1991.

## Architecture
Construite entre 1808 et 1810, l'auberge Sinclair est la seule structure acadienne de la région d'Annapolis Royal d'avant le Grand Dérangement à subsister.
La fondation d'une partie de la maison Skene est située sur un vide sanitaire dont les murs sont en pierres des champs consolidée par un mortier. La section de la maison Soullard repose quant à elle sur une sole en bois posée directement sur le sol. Le plancher est composé de larges poutres taillées à la hache. La charpente de l'hôtel est en colombage avec des décharges. Le tout est retenu par tenons et mortaises consolidés par des goupilles en bois. Les murs de la maison Soullard n'ont aucun remplissage. Pour la maison Skene, les murs sont remplis en torchis. À l'extérieur, le colombage était recouvert de planches en bois dont la largeur pouvait atteindre 53 cm. Le tout était recouvert d'un revêtement en déclin de bois. Du fait qu'elle incorpore deux bâtiments, l'auberge mélange les techniques de construction acadiennes et les styles vernaculaires anglais.
Les fenêtres à guillotines ont 8 carreaux dans la section du bas et 12 dans la section du haut, ce qui est caractéristique de l'architecture georgienne. Les impostes et les fenêtres de pignons ont une forme ellipsoïdale, style qui est assez commun à la fin de la période georgienne. La forme des impostes est devenue le logo de l'Annapolis Heritage Society.
Sur les murs intérieurs de la section en torchis, une mince couche d'argile ou de boue a été ajouté pour donner le fini le plus lisse possible. Ce fini est souvent recouvert de papier peint ou de peinture. À partir du début du XVIIIe siècle, la pose de plâtre sur des lattes est adoptée comme méthode plus performante pour réduire l'entrée de l'air froid dans le bâtiment. Quant au plafond, il est recouvert de lattes en bois peintes en blanc.

### Chambre peinte
Durant les années 1960, une fuite d'eau du toit a révélé qu'une des chambres du toit avait des murs recouverts de peintures murales, sous le papier peint. Des investigations subséquentes ont révélé que tous les murs de la pièce étaient recouverts de peinture. L'artiste et la date de création sont inconnus, mais il est possible qu'il s’agisse de la pièce qui a été utilisée par la loge maçonnique. Un visiteur de l'auberge de 1848 faisait référence au fait que les murs de sa chambre étaient peints. Il se pourrait que le papier peint ait recouvert les peintures à partir de la fin du XIXe siècle. À l'été 2016, l'Annapolis Heritage Society a engagé un expert pour retirer le papier peint, révélant l'intégralité de la peinture.

## Tourisme
Le musée de l'auberge Sinclair (anglais : Sinclair Inn Museum) est ouvert de juin à octobre. Le musée est consacré à l'histoire architecturale et aux diverses techniques de construction que le bâtiment a connu au cours du temps. On peut aussi y visiter la « chambre peinte » (anglais : Painted Room), une des chambres dont les murs étaient couverts de peintures murales et qui a été restaurée en 2016.